# Meppayyur
Meppayyur  es una ciudad censal situada en el distrito de Kozhikode en el estado de Kerala (India). Su población es de 13922 habitantes (2011). Se encuentra a 32 km de Kozhikode.

## Demografía
Según el censo de 2011 la población de Meppayyur era de 13922 habitantes, de los cuales 6491 eran hombres y 7431 eran mujeres. Meppayyur tiene una tasa media de alfabetización del 94,08%, superior a la media estatal del 94%: la alfabetización masculina es del 97,63%, y la alfabetización femenina del 91,03%.